# مگدالنا مروتسکیویچ
مگدالنا مروتسکیویچ (انگلیسی: Magdalena Mroczkiewicz؛ زادهٔ ۲۸ اوت ۱۹۷۹) ورزشکار شمشیربازی اهل لهستان است.
وی در مسابقات کشوری و بین‌المللی در مجموع برندهٔ ۱ مدال نقره شده‌است.